# Wangen
Wangen je obec ve švýcarském kantonu Schwyz. Žije zde přibližně 5 100 obyvatel.

## Geografie
Wangen leží téměř celý na náplavové rovině tvořené řekou Wägitaler Aa směrem k horní části Curyšského jezera. Nacházejí se zde také přírodní rezervace Nuoler Ried a Bachtellen.
Směrem k východní hranici obce se terén zvedá ze 410 m n. m. na 631 m n. m. směrem k Buechbergu. Buechberg je moréna, kterou zde zanechal ledovec Linthgletscher při svém postupu v poslední době ledové.
Pouze 6,5 % rozlohy obce je zalesněno, 47 % tvoří obdělávaná půda.

## Historie

Letecký pohled (1948)

Atraktivní poloha a dobré dopravní podmínky přilákaly do oblasti kolem Buechbergu osadníky už před 3000 lety. Stále ustupující jezero poskytuje hojnost potravin a půda, která se u něj uvolňuje, je díky usazování sedimentů bohatých na minerály úrodná a snadno obdělávatelná. Bukový les na moréně, který zde zanechal ledovec Linthgletscher v poslední době ledové, poskytoval nejen kořist pro lovce, ale také dobré dřevo pro jednoduchá obydlí a oheň.
Římané nezanechali v oblasti Wangenu žádné výrazné stopy. Ačkoli se v termálních lázních v lokalitě „Ryffen“ v Nuolenu čepovaly sirné prameny, s nástupem stěhování národů kolem roku 450 n. l. musela někdejší světová velmoc přepustit oblast March přistěhovalým Alamanům a Keltům.
V roce 600 n. l. se s oblastí seznámili irští misionáři Kolumbán a Gallus (Havel), kteří se snažili hlásat evangelium poněkud radikálním způsobem svých krajanů. Setkávají se s odmítnutím a nepřátelstvím a brzy jsou oba Irové opět na cestě. Kolumbán putoval na jih, kde založil slavné opatství Bobbio. Gallus přešel jezero a stal se kanovníkem světoznámého opatství St. Gallen. Potomci mnichů byli alespoň odškodněni za ztrátu v srpnu 844: majitel Wangenu a Tuggenu Wolfhart dal své panství opatství Bobbio jako dědičné léno, žádal za to relikvie Kolumbána, který zemřel roku 615 a byl mezitím kanonizován, a postavil baziliku. Kolumbán je dosud patronem kostela ve Wangenu. V roce 872 změnilo panství majitele, ale zůstalo v rukou benediktinů. Vesničané byli nyní poddanými kláštera v St. Gallenu. V roce 1178 přiděluje papež Alexandr III. kostel Nuolen se všemi dvorskými pozemky klášteru Schänis. Když klášter zchudl, prodal majetek soukromému majiteli, který jej se ziskem prodá dále špitálu v Rapperswilu.
Po smrti hraběte Fridricha VII. z Toggenburgu, který byl světským patronem oblastí kolem Buechbergu, se spory mezi stavy Schwyzu a Curychu vyhrotily v krvavou bratrovražednou válku: oblast byla nakonec v roce 1437 přidělena Schwyzu.
V roce 1658 už měli obyvatelé Wangenu dost cizí nadvlády. Za částku 221 korun a 20 šilinků se vykoupili od obyvatel Schwyzu a obdrželi statut svobody „na věčné časy“. V roce 1716 vrátil Schwyz lidem z Wangenu dřívější kupní cenu a opět převzal dispoziční právo nad kostelem, církevními pány a majetkem Wangenu. V letech 1831–1833 se obyvatelé Ausserschwyzu a s nimi i obyvatelé Wangenu naposledy odtrhli od schwyzské nadvlády.
Kolem roku 1840 přišel do vesnic na Buechbergu průmyslový věk. Zkrocení potoka Nuolerbach kanálem umožnilo firmě Billeter provozovat přádelnu v Nuolenu, na kterou v roce 1852 navázal Caspar Honegger stavbou v Siebnenu a nakonec převzal i nuolenský provoz. V roce 1900 přibyla tkalcovna hedvábí Bachmann ve Wangenu.
V letech 1810 až 1846 je Wangen poprvé rozdělen na dvě části výstavbou nové kantonální silnice. V roce 1875 byla otevřena železniční trať Curych–Ziegelbrücke. Výstavba a otevření dálnice A3 v letech 1973/74 způsobily další velký zářez do lužní krajiny.
Ve 21. století se venkovská oblast na Buechbergu vyvinula v atraktivní centrum obce.

## Obyvatelstvo
| Vývoj počtu obyvatel | Vývoj počtu obyvatel | Vývoj počtu obyvatel | Vývoj počtu obyvatel | Vývoj počtu obyvatel | Vývoj počtu obyvatel | Vývoj počtu obyvatel | Vývoj počtu obyvatel | Vývoj počtu obyvatel | Vývoj počtu obyvatel | Vývoj počtu obyvatel | Vývoj počtu obyvatel | Vývoj počtu obyvatel | Vývoj počtu obyvatel | Vývoj počtu obyvatel |
| -------------------- | -------------------- | -------------------- | -------------------- | -------------------- | -------------------- | -------------------- | -------------------- | -------------------- | -------------------- | -------------------- | -------------------- | -------------------- | -------------------- | -------------------- |
| Rok                  | 1799                 | 1850                 | 1900                 | 1950                 | 1960                 | 1970                 | 1980                 | 1990                 | 2000                 | 2005                 | 2010                 | 2015                 | 2016                 | 2019                 |
| Počet obyvatel       | 700                  | 1345                 | 1131                 | 2284                 | 2550                 | 2969                 | 2847                 | 3411                 | 4572                 | 4664                 | 4672                 | 4926                 | 4961                 | 5114                 |

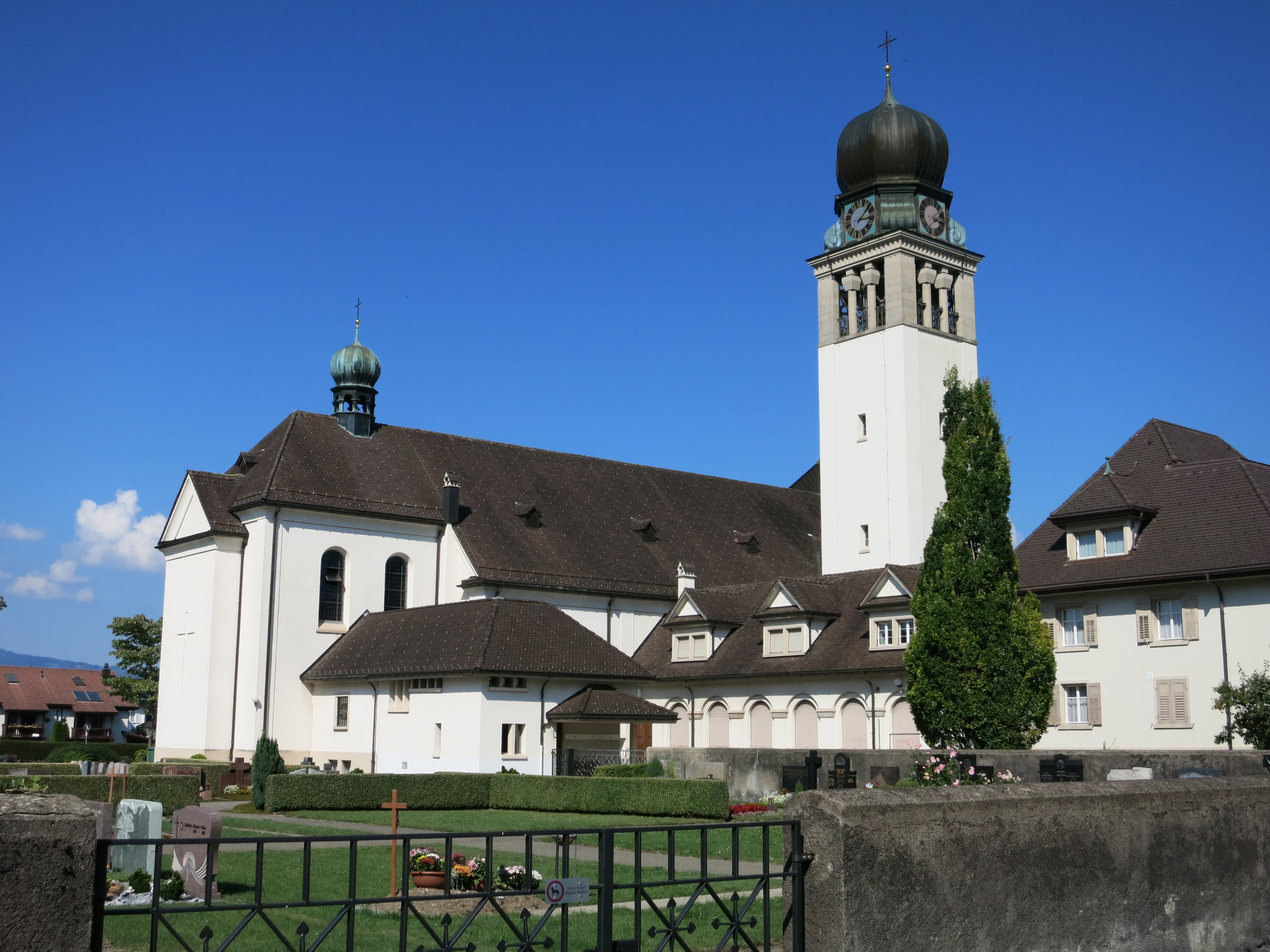
Kostel v Siebnenu

Většina obyvatel (k roku 2000) hovoří německy (92,0 %), druhá nejčastější je albánština (2,0 %) a třetí italština (1,7 %). Počet obyvatel Wangenu se mezi lety 1990 a 2000 zvýšil o více než 30 %. Podíl cizinců činí 15 %.

## Hospodářství
Průmyslový rozvoj začal v roce 1840, kdy přádelna Billeter zprovoznila kanál Nuolenerbach, aby získala energii, a v roce 1900 následovala Bachmannova tkalcovna hedvábí. Dnes se ve Wangenu nachází dřevozpracující průmysl, stavební stroje, kovovýroba, podlahové krytiny, lom, štěrkovny s přepravou štěrku po jezeře pomocí bárek. V samotném Wangenu je zaměstnána jen malá část pracujících obyvatel, 69,4 % dojíždí do jiných obcí nebo do metropolitní oblasti Curychu.

## Doprava

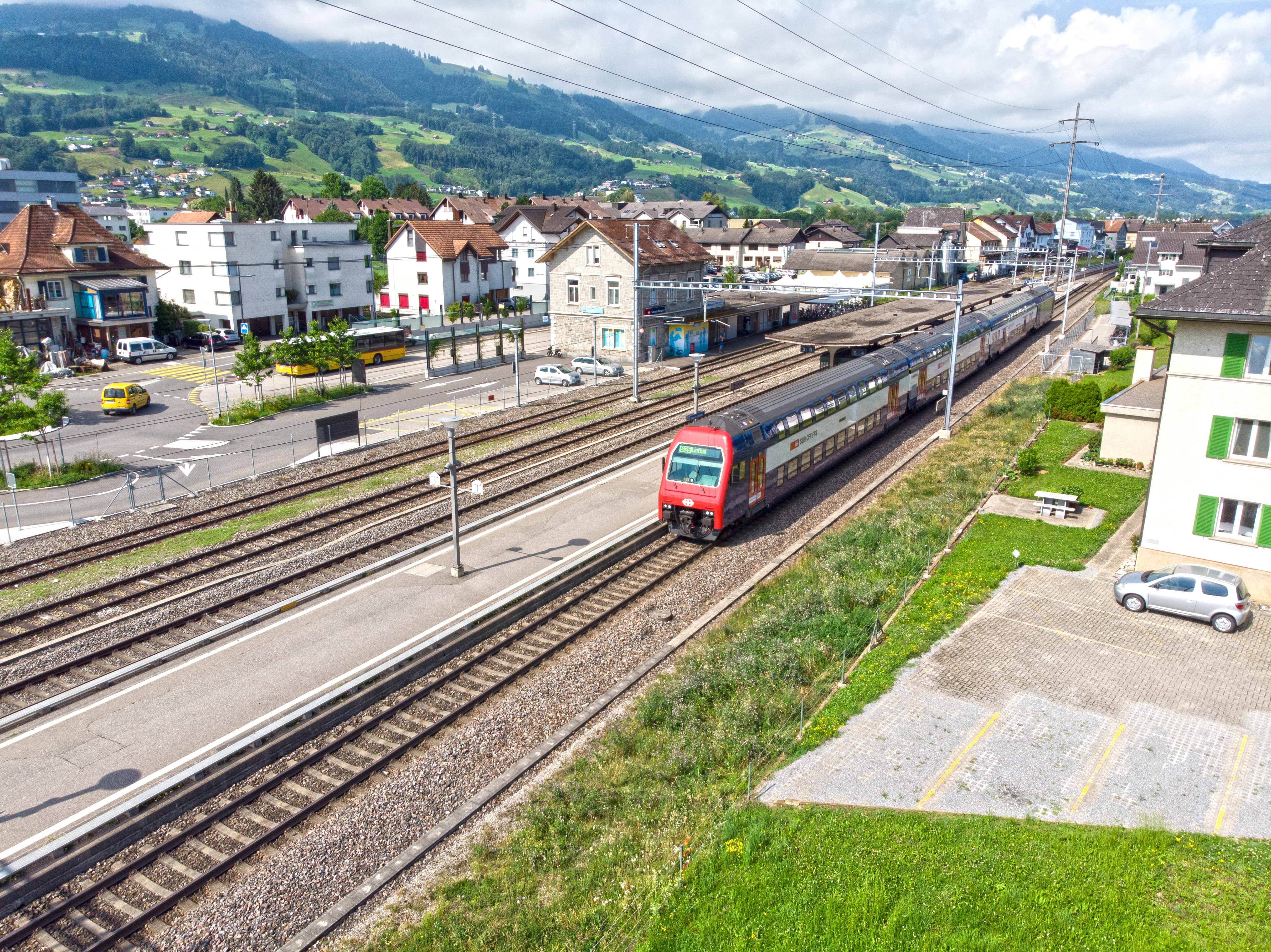
Železniční stanice Siebnen-Wangen

Výstavba kantonální silnice Lachen – Wangen – Uznach z roku 1810 rozdělila obec na dvě části. V roce 1875 byla otevřena železniční trať Curych–Ziegelbrücke. V 70. letech 20. století byl Wangen zpřístupněn automobilové dopravě prostřednictvím dálnice A3.
Železniční stanice Siebnen-Wangen je obsluhována linkami S2, S25 a S27 curyšské S-Bahn a linkou 35 InterRegio.
Přes Wangen jezdí také poštovní autobusy do Uznachu a přes Siebnen do Wägitalu, Pfäffikonu a Reichenburgu.
Letiště Wangen-Lachen je jedním z tréninkových míst pro tým letecké akrobacie Patrouille Suisse.